# Azam Ali

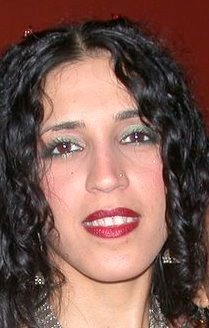
Azam Ali

Azam Ali (anhörenⓘ persisch اعظم علی, DMG Aʿẓam ʿAlī; * 1970 in Teheran, Iran) ist eine in Kanada lebende Sängerin iranischer Abstammung.

## Biografie
Azam wurde 1970 in Teheran geboren, zog mit ihrer Familie aber bereits im Alter von vier Jahren nach Panchgani, Indien. Dadurch wurde sie stark durch die indische Kultur und Musik beeinflusst.
Die Islamische Revolution 1979 änderte das Leben vieler iranischer Familien, auch der Alis. 1985, Azam war ein Teenager, entschied ihre Mutter, nicht mehr in das Heimatland zurückzukehren. Stattdessen zogen sie gemeinsam in die USA, nach Kalifornien. Azam lebt heute in Montreal, Kanada.
Azam hat in ihrer Karriere mit vielen verschiedenen Künstlern und Filmkomponisten zusammengearbeitet; unter anderem mit: Serj Tankian (von System of a Down), Dredg, The Crystal Method, Juno Reactor, Buckethead, den Filmkomponisten Tyler Bates (aktuell für den Film 300) und Jeff Rona, Kodo und Mickey Hart.

## Projekte
Neben ihrer Solokarriere realisierte Azam Ali bisher auch diverse Projekte mit anderen Künstlern (siehe Biografie).
International viel Kritikerlob haben ihr die Bandprojekte „Vas“ und „Niyaz“ eingebracht. Vas spielte „Alternative World Music“ und setzte sich neben Azam Ali als Sängerin noch aus dem amerikanischen Schlagzeuger Greg Ellis zusammen. Vas wird oft mit der australischen Band Dead Can Dance verglichen. Niyaz ist eine Kooperation mit top Deejay, Musikprogrammierer/Produzent und Remixer Carmen Rizzo und Loga Ramin Torkian von der in Iran populären Crossover-Band Axiom of Choice. Zurzeit arbeitet Azam Ali zusammen mit Tyler Bates an dem Projekt Roseland.

## Diskografie

### Solo
- 2002 – Portals of Grace
- 2006 – Elysium for the Brave
- 2007 – 300
- 2011 – From Night to the Edge of Day

### Mit Vas
- 1997 – Sunyata
- 1998 – Offerings
- 2000 – In the garden of Souls
- 2004 – Feast of Silence

### Mit Niyaz
- 2005 – Niyaz
- 2008 – Nine Heavens
- 2012 – Sumud

### Mit VGM
- 2007 – Syphon Filter: Logan's Shadow
- 2011 – Uncharted 3: Drake’s Deception

### Gastbeiträge
- 1999 – Steve Stevens Flamenco A Go-Go
- 2005 – Buckethead Enter the Chicken